# 7 Years and 50 Days
7 Years and 50 Days è il secondo album in studio del gruppo musicale tedesco Groove Coverage, pubblicato nel 2004.

## Tracce
1. Poison – 3:05
2. 7 Years and 50 Days (Radio Edit) – 3:45
3. Remember – 3:18
4. Runaway – 3:05
5. I Need You vs. I Need You – 5:41
6. The End – 3:38
7. Force of Nature – 3:06
8. When Life – 4:05
9. Home – 3:17
10. 7 Years and 50 Days (Album Version) – 3:18
11. Can't Get Over You – 3:24
12. The End (Special D Remix) – 3:45
13. Not Available – 4:40
14. ??? – Fragezeichen – 3:50